# Karinia mexicana
Karinia mexicana är en halvgräsart som först beskrevs av Charles Baron Clarke och Nathaniel Lord Britton, och fick sitt nu gällande namn av Anton Albert Reznicek och Mcvaugh. Karinia mexicana ingår i släktet Karinia och familjen halvgräs. Inga underarter finns listade i Catalogue of Life.